# Passage Trubert-Bellier
Le passage Trubert-Bellier est une voie du 13e arrondissement de Paris, en France.

## Situation et accès
Le passage Trubert-Bellier est situé dans le 13e arrondissement de Paris. Il débute au 21, rue Charles-Fourier et se termine au 65 bis, rue de la Colonie.

## Origine du nom
Le passage porte le nom des anciens propriétaires de la parcelle, messieurs Trubert et Bellier.

## Historique
La voie est ouverte et prend sa dénomination actuelle en 1904.
En 1972, la partie en retour sur la rue Charles-Fourier a été déplacée. 